# Åke Belfrage
Nils Åke Belfrage, född 17 november 1880, död 14 augusti 1957, var en svensk bankman.
Belfrage utexaminerades från Göteborgs handelsinstitut 1901, anställdes samma år vid Göteborgs handelsbank där han 1907 blev kamrer. 1915–1919 var han direktör för AB Skånska handelsbanken och blev 1919 chef för AB Skandinaviska Bankens kontor i Malmö. 1930–1946 var han chef för samma banks kontor i Göteborg.
Han var son till Fritz, bror till Erik, far till Sven och farfar till Per Belfrage. Åke Belfrage är begravd på Sankt Pauli mellersta kyrkogård i Malmö.